# Theo Spek
Prof.dr.ir. Theo Spek (Rhenen, 26 april 1963) is hoogleraar Landschapsgeschiedenis en hoofd van het Kenniscentrum Landschap aan de Rijksuniversiteit Groningen.

## Studie en promotie
Na zijn studie bodemkunde en historische geografie aan de Wageningen Universiteit werkte Spek als onderzoeker en projectleider bij de Afdeling Landschap van de Stichting voor Bodemkartering, DLO-Staring Centrum en Alterra in Wageningen. In 2004 promoveerde hij aan de Wageningen Universiteit bij hoogleraar Historische Geografie prof.drs. J.A.J. Vervloet op het proefschrift  Het Drentse Esdorpenlandschap; een historisch-geografische studie. Het werd met 1100 pagina's in twee banden het grootste proefschrift ooit aan de Wageningen Universiteit. In 2005 ontving hij voor deze publicatie de Prof. Van Winterprijs voor het beste Nederlandse boek op het gebied van de regionale en lokale geschiedenis. Kenmerkend voor zijn onderzoek is een sterk interdisciplinaire aanpak waarin fysisch-geografische, historisch-geografische, historisch-ecologische en toponymische bronnen en methoden worden gecombineerd tot een samenhangende biografie van het landschap. Een belangrijke rol is in zijn werk ook weggelegd voor de toepassing van wetenschappelijke resultaten in natuur- en landschapsbeheer, erfgoedzorg, ruimtelijke ordening en waterbeheer.

## Loopbaan en nevenfuncties
Spek werkte van 1995 tot 2003 als landschapsonderzoeker en projectleider bij bovengenoemde instituten in Wageningen en van 2003 tot 2010 bij de Rijksdienst voor het Cultureel Erfgoed in Amersfoort, waar hij programmaleider Landschap was en projectleider van grote interdisciplinaire landschapsprojecten, zoals het Miedenproject in de Noordelijke Friese Wouden, de landschapsbiografie van de Drentse Aa en het Noordwest-Veluwe project.
Op internationaal gebied was hij tussen 2000 en 2007 secretaris-generaal van PECSRL, het grootste Europese netwerk van landschapsonderzoekers (440 leden in 35 Europese landen). Sinds 2010 werkt hij jaarlijks ook voor de Europese Commissie in Brussel als expert op het terrein van cultureel erfgoed en als evaluator van onderzoeksprogramma's binnen Horizon2020, ERC en Marie Curie. Bij Stockholm University Press is hij lid van de Advisory Board van het wetenschappelijk tijdschrift Rural Landscapes: Society-Environment, History, waarvan hij ook een van de oprichters is.
In de Nederlandse landschaps- en erfgoedwereld vervulde Spek de afgelopen jaren circa vijftien bestuurs- en adviesfuncties, zoals die van lid van de Raad van Toezicht van Het Groninger Landschap (2025- heden), lid van de Raad van Toezicht van het Nationale Park De Hoge Veluwe (2012-2023), lid van de Adviescommissie Nationale Parken (Ministerie van LVVN, 2022-heden), lid van de Adviescommissie Nationale Landschapsparken Vlaanderen (2023-2024), lid van de Wetenschappelijke Adviesraad van de Waddenacademie (2022-heden), voorzitter van de Stichting Verdronken Geschiedenis (Waddenonderzoek; 2012-2024), bestuurslid van de Koninklijke Nederlandse Botanische Vereniging (2021-heden), bestuurslid en voorzitter van de Stichting Netwerk Historisch Cultuurlandschap (2015-heden), voorzitter van de werkgroep Harry de Vroome (2023-heden), lid van het Committee van Aanbeveling Gebiedsfonds Drentsche Aa (2015-heden), lid van de Raad van Advies van de Stichting Nationaal Landschap Middag-Humsterland (2016-heden), lid van het Gebiedsplatform Oude Riet en lid van de Adviescommissie Gronings Vuur (kunstprojecten). 

## Kenniscentrum Landschap
Sinds 2006 is Spek werkzaam als hoogleraar Landschapsgeschiedenis aan de Rijksuniversiteit Groningen, ondergebracht bij de Faculteit Letteren. Van 2006 tot 2010 was hij bijzonder hoogleraar, vanaf 2010 gewoon hoogleraar. Samen met Anne Wolff en Jeroen Zomer richtte hij op 1 september 2010 het Kenniscentrum Landschap (RUG-KCL) op. Dit interdisciplinaire universitaire centrum is sindsdien met acht stafleden, ca vijftien promovendi en jaarlijks 20-30 masterstudenten uitgegroeid tot het belangrijkste wetenschappelijke onderzoeks- en opleidingscentrum op het terrein van het Nederlandse cultuurlandschap. Als enige in Nederland biedt de RUG een masteropleiding Landschapsgeschiedenis aan die zich exclusief richt op verleden, heden en toekomst van het Nederlandse en Europese cultuurlandschap. Inmiddels hebben ca 250 masterstudenten deze opleiding afgerond, die vrijwel zonder uitzondering een werkkring hebben gevonden in de Nederlandse en Europese vakwereld van natuur- en landschapsbeheer, erfgoedzorg, landschapsonderzoek en -advies, watermanagement of ruimtelijke ordening.  
Het Kenniscentrum Landschap voert naast fundamenteel onderzoek door promovendi en stafleden ook veel opdrachtprojecten uit voor overheden, natuur- en erfgoedorganisaties. Daarnaast organiseert RUG-KCL landschapscursussen, excursies, symposia en congressen voor het werkveld.
Onder supervisie van Spek zijn vanaf 2015 vijftien proefschriften afgerond, waaraan naar verwachting in de komende jaren jaarlijks 3-4 nieuwe afgeronde promoties zullen worden toegevoegd. De meeste promotieprojecten hebben betrekking op de landschapsgeschiedenis van Nederland, maar daarnaast zijn er ook projecten in Duitsland, België, Indonesië en India.

## Lijst van promotieprojecten onder supervisie van Theo Spek

#### Afgeronde promoties
1. Martin van den Broeke - ‘Het pryeel van Zeeland.’ Buitenplaatsen op Walcheren 1600-1820. Uitgeverij Verloren, Hilversum. 521 pag. Promotie Rijksuniversiteit Groningen, 30 juni 2016.
2. Jeroen Zomer - Middeleeuwse veenontginningen in het getijdenbekken van de Hunze. Een interdisciplinair landschapshistorisch onderzoek naar de paleogeografie, ontginning en waterhuishouding (ca 800 – ca 1500). 345 pag.  Promotie Rijksuniversiteit Groningen, 15 september 2016. 345 pag.
3. Rowin van Lanen - Changing ways. Patterns of habitation, connectivity, and persistence in the northwest-European Lowlands during the first millennium AD. 355 pag. Promotie Universiteit Utrecht, 13 oktober 2017.
4. Jan Huiting - Domeinen in beweging. Samenleving, bezit en exploitatie in het West-Utrechtse landschap tot in de Nieuwe Tijd. 678 pag. Promotie Rijksuniversiteit Groningen, 18 juni 2020.
5. Diana Spiekhout - Het middeleeuwse kastelenlandschap van het Oversticht. De ontwikkeling van bisschoppelijke burchten, adellijke huizen en versterkingen in relatie tot het landschap en de samenleving in Noordoost-Nederland tussen 1050 en 1450. 814 pag. Promotie Rijksuniversiteit Groningen, 12 oktober 2020.
6. Harm Smeenge - Historische landschapsecologie van Noordoost-Twente. Acht interdisciplinaire studies op het snijvlak van aardkunde, ecologie en cultuurhistorie (ca. 12.000 v.C. – heden). 507 pag. Promotie Rijksuniversiteit Groningen, 15 oktober 2020.
7. Yftinus van Popta - From sweet to salt: dynamics of the maritime cultural landscape of the Northeastern Zuiderzee between 1100 and 1400 AD. An interdisciplinary and spatial approach. 160 pag. Promotie Rijksuniversiteit Groningen, 29 oktober 2020.
8. Rita Radetzky - Lucas Pieter Roodbaard en de ontwikkeling van de vroege landschapsstijl in Friesland (1780-1880). 446 pag. Promotie Rijksuniversiteit Groningen, 4 maart 2021.
9. Henk van Blerck - Landschapsplan Nederland. Hermeneutische interpretatie van de landschapsplannen in de Staatsbosbeheercollectie die zijn ontworpen in het kader van de ruilverkavelingen in Nederland in de periode 1946 tot 1976. 211 pag. Promotie Rijksuniversiteit Groningen, 19 mei 2022.
10. Gerrit van Oosterom - Boeren op de buitenplaats. De relatie tussen landbouw en buitenleven in het Amstellands Arcadië (1640-1840). 540 pag. Promotie Rijksuniversiteit Groningen, 9 juni 2022.
11. Willemieke Ottens - Standhouden: adellijk landgoedbeheer in Nederland. De twintigste-eeuwse geschiedenis van Leuvenum en De Bannink. Promotie Rijksuniversiteit Groningen, 22 december 2022.
12. Maurice Paulissen - Cultural Sponges. Past and Present Uses, Meanings and Legacy of Raised Bogs in the Low Countries. 197 pag. Promotie Wageningen Universiteit, 30 juni 2023.
13. Willem Vletter - Reconstruction of prehistoric and historic road and path networks in vegetated areas through the application of Airborne Laser Scanning. 150 pag. Promotie University of Vienna, 17 juli 2023.
14. Vera Damayanti - Landscape history and cultural values of the riverscape of Banjarmasin River City (South Kalimantan Province, Indonesia) and its implications for future landscape planning, public participation and heritage management. 320 pag. Promotie Rijksuniversiteit Groningen, 23 januari 2025.
15. Henk Schaftenaar - ’s Lands zanderijen te Naarden (1675-1834): een historisch-geografisch onderzoek naar een episode waarin een hooggelegen, heuvelachtig voorterrein van een vesting moest worden omgevormd in een inundeerbare vlakte. 488 pag. Promotie Rijksuniversiteit Groningen, 30 januari 2025.

#### Lopende promotieprojecten
1. Marco Bakker - The Frisian peat reclamations of the Late Iron Age and Roman Iron Age. Rijksuniversiteit Groningen.
2. Evelyn Ligtenberg - Tussen pacht en patronage. Economische geschiedenis van de buitenplaatsen van de adellijke familie Van Rechteren in Overijssel (1650-1830). Rijksuniversiteit Groningen.
3. Loes Scholtens  - Planvorming, ontginning en inrichting van de Groninger en Oost-Drentse veenkoloniën (1600–1980). Rijksuniversiteit Groningen.
4. Anna-Rosja Haveman - Reimagining the Terraqueous. Ecocritical Art, Shifting Perspectives on the Dutch Coast. Rijksuniversiteit Groningen.
5. Jens Enemark - The Battle of the Wadden Sea. A historical political analysis of the protection of the Dutch Wadden Sea in the context of political modernization 1945-2000. Rijksuniversiteit Groningen.
6. Berco Hoegen - Historische landschapsecologie van grienden in de Biesbosch en het benedenrivierengebied (1750-1950). Rijksuniversiteit Groningen.
7. Frans Kwadijk - De maalschap van het Speulderbos op de Noordwest-Veluwe: opkomst, hoogtij en verval van een collectief beheersysteem van late middeleeuwen tot moderne tijd. Rijksuniversiteit Groningen.
8. Kumareswari Rajendran - Sacred landscapes. Historical layering, nature-culture interactions and heritage strategies of Thirukazhukundram town (Tamilnadu, India), seen from the broader perspective of UNESCO World Heritage. Rijksuniversiteit Groningen.
9. Sophie Lindemann - Leipzig, medieval city in a state of flux. Urban-fluvial symbiosis in a long-term perspective. Rijksuniversiteit Groningen.
10. Mark Sekuur - Co-creatie als methode voor duurzame landschapsontwikkeling. Een comparatief onderzoek. Rijksuniversiteit Groningen.
11. Piet van den Munckhof - Historische ecologie van de Brabantse Peel 1750-1900. Radboud Universiteit Nijmegen.
12. Dennis Worst - Middeleeuwse agrarische veenontginningen in Zuid-Friesland en Noordwest-Overijssel. Universiteit Leiden.
13. Nancy de Jong - In de sporen van twee Hollandse graven. De strategische overwegingen en kastelenbouw-programma’s van Willem II (1228-1256) en Floris V (1254-1296) in internationaal perspectief. Archeologisch deel. Universiteit Tilburg.
14. Rob Gruben - In de sporen van twee Hollandse graven. De strategische overwegingen en kastelenbouw-programma’s van Willem II (1228-1256) en Floris V (1254-1296) in internationaal perspectief. Historisch deel. Universiteit Tilburg.

## Lijst van publicaties
In voorbereiding
- Mast, G. & J. Oppenoorth & Th. Spek (in prep.) Duck decoys. Their European distribution, construction and functioning, and their regional rise and fall as researched in Fryslân (Northern Netherlands). In: Landscape History, Vol. 46, Issue 2. Accepted.
- Bastiaens, J., K. Cordemans, E. Hofkens, Th. Spek & S. Vandamme (in prep.) Landscape parks in Flanders (Belgium): a new and innovative instrument for landscape care. In: Journal of European Landscapes, Special issue on European Landscape Convention. Brussels. Submitted.
- Neefjes, J. Janssen, A., W. Ottens & Th. Spek (i.v.) Landschapsbiografie en landschapsecologische systeemanalyse van de Utrechtse Heuvelrug. Rapport Bureau Overland. Wageningen.
- Spek Th. (i.v.) Geschiedenis van het middeleeuwse esdorpenlandschap in de marke Weerdinge. In: Stahl, M., J. Feringa & G. Schieven (red.) Geschiedenis van Weerdinge. Emmen. 25 pp.
- Baur, M.J. & Th. Spek (red.) (i.v.) Biografie van het Maasterrassenlandschap van het Buggenumseveld (Midden-Limburg). Roermond. 120 pp.
- Spek Th. (i.v.) Kraamkamers van de middeleeuwse waterstaat. Veenontginning en bodemdaling. In: P. Brood & P. van Dam (red.) Historische Waterschapsatlas. Acht eeuwen omgang met het water. WBooks. Zwolle. p. 10-11.
- Spek Th. (i.v.) De toekomst van het verleden. De reisalbums van Verkade als inspiratiebron voor de inrichting van Nederland. In: Voerman, P. (red.) Catalogus jubileumtentoonstelling Voerman Museum Hattem 2026. WBooks. Zwolle. 3 pp.

2025
- Spek Th. (red.) (2025) Landschappen van Nederland. Handboek voor de geschiedenis van onze leefomgeving. Uitgeverij Matrijs. Utrecht. 697 pag.

- Spek Th. (2025) Inleiding. In: Spek, Th. (red.) Landschappen van Nederland. Handboek voor de geschiedenis van onze leefomgeving. Uitgeverij Matrijs. Utrecht. p. 10-39.
- Spek Th. (2025) Zandlandschappen van Noord-Nederland. In: Spek, Th. (red.) Landschappen van Nederland. Handboek voor de geschiedenis van onze leefomgeving. Uitgeverij Matrijs. Utrecht. p. 88-113.
- Spek Th. & S. van den Wittenboer (2025) Zandlandschappen van Oost-Nederland. In: Spek, Th. (red.) Landschappen van Nederland. Handboek voor de geschiedenis van onze leefomgeving. Uitgeverij Matrijs. Utrecht. p. 114-147.
- Wever, B. & Spek Th. (red.) (2025) De Heerlijkheid Ruinen. Historische studies naar de middeleeuwse nederzettingsontwikkeling, veenontginningen en rechtsverhoudingen in Zuidwest-Drenthe en omliggende gebieden. Teksten promotieonderzoek Bart Wever, geredigeerd door Theo Spek. Erfgoed Uitgevers. Oosterwolde. 297 pp.
- Janssen, A., Th. Spek, G. Verstraeten, L. Vervoort & P. Willems (2025) Academische Visienota alluviale Demervallei (België). Rapport Agentschap Natuur en Bos. 120 pag.
- Spek, Th. (2025) Buurschappen en marken rond Twickel. In: Twickelblad, Jrg. 35, Nr 1. 2 pp.
- Spek, Th. (2025) Markenverdelingen rond Twickel. In: Twickelblad, Jrg. 35, Nr 2. 2 pp.
- Spek, Th. (2025) De bijzondere betekenis van de linde. In: Twickelblad, Jrg. 35, Nr 3. 2 pp.

2024
- Wittenboer, S. van den, H. Roelofsen, J. Dekker, M. Horst, M. Josemans & Th. Spek (2024) Kennisagenda Groenblauwe Dooradering. Kennishiaten en actiepunten ten behoeve van 10% GBDA in het landelijk gebied. Rapport 3341 Wageningen Environmental Research. Wageningen, in opdracht van het Ministerie van LVVN. 78 pp.
- Spek, Th. & M. Kosian (2024) Een nieuwe landschappenkaart van Nederland: voorgeschiedenis en uitgangspunten. In: Tijdschrift voor Historische Geografie, Jrg. 9, Nr 2: 89-100.  https://doi.org/10.5117/THG2024.2.002.SPEK
- Fuchs, J., J. Haverkate & & Th. Spek (2024) Landgoedbiografie van Twickel. Rapport RUG Kenniscentrum Landschap. Groningen. 200 pag.
- Hamming, G., S. Coenen & Th. Spek (2024) Waterbiografie van het Noorderzijlvest. Rapport RUG Kenniscentrum Landschap. Groningen. 161 pag.
- Wiersma, J., & Th. Spek (2024) Landschapsbiografie van de Gemeente Groningen. Rapport RUG Kenniscentrum Landschap. Groningen. 179 pag.
- Benders, J.F. & Th. Spek (2024) Goederen van Groninger kloosters in de Olde Landscap Drenthe tijdens de late Middeleeuwen: aard, ligging en economische betekenis. In: Lanen, R. van, J. van Doesburg, H. Baas, J.E. Abrahamse, J. Stöver (red.)  De logica van het landschap. Opstellen over archeologie, ecologie en geschiedenis. Liber amicorum aangeboden aan Prof.Dr. Bert J. Groenewoudt bij gelegenheid van zijn afscheid als senior onderzoeker landschapsarcheologie bij de Rijksdienst voor het Cultureel Erfgoed. Uitgeverij Verloren. Hilversum. p. 319-342.
- Spek, Th. (2024) De verovering van het landschap: ontwikkelingen in onze kijk op onze omgeving door de eeuwen heen. In: Horst, E. van der (red.) Oneindig landschap. Het beeld van Nederland in de collectie Knecht Drenth. Uitgave Stichting Deventer Verhaal. Deventer. p. 27-41.
- Spek, Th. (2024) Oeroude buurschap, piepjong dorp: landschapsgeschiedenis van Bentelo. In: Twickelblad, Jrg. 34, Nr 1. 2 pp.
- Spek, Th. (2024) Groote Loo, Stokkert en Flierhaar: de vroegere heidevelden rond Azelo. In: Twickelblad, Jrg. 34, Nr 2. 2 pp.
- Spek, Th. (2024) Niet elke beek is een beek: over de historische waterlopen rond Twickel. In: Twickelblad, Jrg. 34, Nr 4. 2 pp.

2023
- Spek, Th., L.M. van der Krogt & A.N. Migchels (2023) Landscape: the relation between earth, nature, and humans. Presentation at the Europarc 2023 Conference, Leeuwarden, 4 October 2023. 9 pp.
- Lindemann, S., A. Grootjans & Th. Spek (2023) Historisch-landschapsecologisch onderzoek van het Reestdal. Rapport RUG Kenniscentrum Landschap. Groningen. ca 120 pag.
- Fuchs, J., J. Haverkate & & Th. Spek (2023) Landgoedbiografie van Twickel. Rapport RUG Kenniscentrum Landschap. Groningen. 200 pag.
- Hamming, G., S. Coenen & Th. Spek (2023) Waterbiografie van het Noorderzijlvest. Rapport RUG Kenniscentrum Landschap. Groningen. 161 pag.
- Wiersma, J., H.M. ter Steege, Th. Spek & A.J. Wolff (2023) Landschapsbiografie van de Gemeente Groningen. Rapport RUG Kenniscentrum Landschap. Groningen. 148 pag.
- Spek, Th. & T. van der Laan (2023) Een plek met perspectief aan de Dwingelerstroom. De vroegste eeuwen van kasteel Oldengaerde in het dynamische landschap van Zuidwest-Drenthe. In: Boivin, B. (red.) Oldengaerde. Geschiedenis van een havezathe in Zuidwest-Drenthe. Van Gorcum. Assen. p. 4-20.
- Westerhuis, G., Th. Spek & J. Wiersma (2023) Landschapsbiografie van het Reitdiepgebied. Rapport RUG-Kenniscentrum Landschap. Groningen. 62 pp.
- Spek, Th., N. Berben & M. Jaroch (2023) Potkleibossen in Noord- en Oost-Drenthe: ondergrond, cultuurgeschiedenis en ecologie. In: Nieuwe Drentse Volksalmanak 140: 158-183.
- Spek, Th. (2023) De Hondeborg: kasteelplaats uit de middeleeuwen. In: Twickelblad, Jrg. 33, Nr 1: 14-15.
- Spek, Th. (2023) Bossen, beweiding en bewoning: landschapsgeschiedenis van het Deldenerbroek. In: Twickelblad, Jrg. 33, Nr 2: 12-13.
- Spek, Th. (2023) Graanschuur van Twickel: de Deldeneresch. In: Twickelblad, Jrg. 33, Nr 3.

2022
- Groenewoudt, B., G. Eijgenraam, Th. Spek & M. Kosian (2022) Mapping lost woodland. A modeling experiment based on place names and historical references aimed at inspiring reforestation. In: Rural Landscapes: Society, Environment, History 9, 1-3, 1–17. DOI: https://doi.org/10.16993/rl.82
- Spek, Th. & K. Kleine Koerkamp (2022) Middeleeuwse ijzerwinning op de Veluwe. Nieuw onderzoek van een productielandschap in het bosgebied ’t Asselt bij Rheden (Veluwezoom). In: Tijdschrift voor Historische Geografie, Jrg 7, Nr 1: 3-25. https://doi.org/10.5117/THG2022.1.001.SPEK
- Spek, Th. & M. Schepers (2022) Landschappen in beweging. De middeleeuwse transformatie van de klei- en veengebieden van Noord-Nederland. In: Vrijheid, vetes, vagevuur. De middeleeuwen in het noorden. Uitgave Fries Museum –Noordboek HL Books. Leeuwarden. pp. 68-77.
- Horst, M. & Th. Spek (2022) Aan de slag met de landschapsbiografie. Hoe de mens het landschap heeft gevormd. In: H.G. Simons en D. van Dorp (red.) (2022). Methoden van praktijkgericht onderzoek bij ruimtelijke planvorming, Tweede druk. p. 107-127. Velp.
- Boonstra, IJ. & Th. Spek (2022) Het middeleeuwse kloosterlandschap van Dikninge. Opbouw van het kloosterterrein, grondbezit en invloed op de ontginningen. In: Nieuwe Drentse Volksalmanak 139: 183-208.
- Spek, Th. (2022) Naar een rendabel en biodivers boerenlandschap. In: Natuurlijk Zuidlaren. Tijdschrift IVN Zuidlaren. Najaarsnummer 2022: 15-16.

2021
- Schepers, M., E.W. Meijles, J.P. Bakker & Th. Spek (2021) A diachronic triangular perspective on landscapes: a conceptual tool for research and management applied to Wadden Sea salt marshes. In: Maritime Studies. DOI https://doi.org/10.1007/s40152-021-00215-4
- Vletter, W. & Th. Spek (2021) Archaeological features and absolute dating of historical road tracks in the North-western European Sand Belt. An interdisciplinary case study of a late medieval and early modern trade route at the Hoge Veluwe National Park (Central Netherlands) In: Landscape History 42, 2: 1-20.
- Paulissen, M., van Beek, R., Nekrassoff, S., Huijbens, E. H., & Spek, T. (2021). Dire necessity or mere opportunity? Recurrent peat commercialisation from raised bog commons in the Early Modern Low Countries. International Journal of the Commons, 15(1), pp 100–118. DOI: https://doi.org/10.5334/ijc.1054
- Spek, Th. & H. Smeenge (geaccepteerd) De opvallende plekgebonden samenhang tussen laat-prehistorische Celtic fields en historische marke- en malebossen: op zoek naar verklaringen voor een bijzondere landschapstransitie In: Tijdschrift voor Historische Geografie.
- Aertssen, S., J. Gielen & Th. Spek (geaccepteerd) Historische heggen en houtwallen rond Heumen en Wijchen. In: Tijdschrift voor Historische Geografie.
- Spek, Th. & K. Kleine Koerkamp (aangeboden) Middeleeuwse ijzerwinning op de Veluwe. Nieuw onderzoek van een productielandschap in het bosgebied ’t Asselt bij Rheden (Veluwezoom). In: Tijdschrift voor Historische Geografie.
- Spek, Th. (2021) Het esdorpenlandschap van Noordlaren: een cultuurhistorische schatkamer. In: Dorpskrant Noordlaren, Jaargang 41, nr 254: 1-6.

2020
- Popta, Y.T. van, K.M. Cohen, P. Vos & Th. Spek (2020) Reconstructing eroded medieval landscapes of the Noordoostpolder (Zuyder Zee area, The Netherlands): an interdisciplinary palaeogeographical take on the historic landscape development between AD 1100 and 1400. In: Landscape History 41, 2. DOI: http://dx.doi.org/10.1080/01433768.2016.1835180
- Quik, C., J.H.J. Candel, B. Makaske, R. van Beek, M. Paulissen, G.J. Maas, M. Verplak, Th. Spek & J. Wallinga (2020) Anthropogenic drivers for large meander formation during the Late Holocene. A case study at the river Vecht (Eastern Netherlands). In: The Anthropocene 32 (2020) DOI http://dx.doi.org/10.1016/j.ancene.2020.100263
- Spek, Th. (2020) Kleurpotloden, profielkuilen en rode Volkswagens: mijn beginjaren bij de Stichting voor Bodemkartering (1986-1989). In: Boor en Spade XX1: 146-151.

2019
- Bijster, P. & Th. Spek (2019) Snelwegen voor de koning. Onderzoek naar koningswegen op de Veluwe aangelegd ten behoeve van (Koning-) Stadhouder Willem III (1650-1702). In: Het Nederlandse Landschap. Tijdschrift voor Landschapsgeschiedenis 2019-3.

2018
- Querner, E., E.W. Meijles, H. Jager, P. Hendriks & Th. Spek (2018) Retrospective modelling: historical hydrology for future water management. Proceedings European Geosciences Union, General Assembly, Vienna, 8-13 April 2018. Vienna.
- Arifin, H.S., N. Nakagoshi, Th. Spek, N. Nasrulla, A.A. Hadi & R.L. Kaswanto (Eds.) (2018) Proceedings of the 3rd International Symposium for Sustainable Landscape Development, Bogor Agricultural University 14 November 2017. IOP Publishing. Bogor.
- Wittenboer, S. van, Th. Spek, J. Wiersma, O. Borsen, F. van der Meer (2018) Het verhaal van Smallingerland. Landschapsbiografie – Atlas Kernkwaliteiten. Rapport RUG Kenniscentrum Landschap & Landschapsbeheer Friesland. 84 pp. Groningen.
- Spek, Th. (2018) De uitdaging van een integrale historisch-ecologische aanpak. In: Het Drentse Landschap 100:  18-21.
- Spek, Th. (2018) Zonder boeren geen landschap. In: Fryslân Historisch Tijdschrift Jrg. 24, Nr 3 (Speciaalnummer De nieuwe Friese boerderij), p. 20-21.

2017
- Spek, Th. (2017) The future of the past. Towards a better integration of cultural heritage in landscape management. In: Bieling, C. & T. Plieninger (eds) The Science and Practice of Landscape Stewardship, Cambridge University Press. Cambridge. pp. 148-163. https://doi.org/10.1017/9781316499016.015
- Spiekhout, D. & Th. Spek (2017) Castle landscapes and their spheres of influence: a multidimensional and diachronic approach illustrated by a case study of the swamp castles of Goor and Diepenheim (Eastern Netherlands) between 1000 and 1450 AD. In: Chateau Gaillard Vol. 28. Etudes de castellologie médiévale. Publications du Centre de Recherches Archéologiques et Historiques Médiévales. Brepols. Turnhout. 15 pp.
- Gietman, C., J. Moes, D. Rewijk, H. Ronnes, J.N. Bremer & Th. Spek (2017) Huis en habitus. Over kastelen, buitenplaatsen en notabele levensvormen. Opstellen voor prof.dr. Yme Kuiper, aangeboden bij zijn afscheid als bijzonder hoogleraar Historische Buitenplaatsen en Landgoederen aan de Rijksuniversiteit Groningen. 487 pp. Uitgeverij Verloren. Hilversum. ISBN 978-90-8704-666-8
- Spiekhout, D. & Th. Spek (2017) Het kastelenlandschap van Goor en Diepenheim (Zuidwest-Twente) tussen 1000-1450. Een interdisciplinaire en diachrone studie naar de wisselwerking tussen kasteel en landschap. In: Tijdschrift voor Historische Geografie, 2017, nr 4: 194-211.
- Spek, Th. (2016) Grafheuvels in Drenthe: lijnen in het landschap, lijnen in de tijd. In: Westmaas, M. (2016) Heidense hoogten. Van Spijk/Rekafa Publishers. Venlo. pp. 1-3.

2016
- Groenewoudt & Th. Spek (2016) Woodland Dynamics as a Result of Settlement Relocation on Pleistocene Sandy Soils in the Netherlands (200 BC–AD 1400). In: Rural Landscapes: Society, Environment, History, 3, 1: 1–17, DOI: http://dx.doi.org/10.16993/rl.20
- Groenman-Van Waateringe, W. & Th. Spek (2016) Heathland and the palynology of prehistoric barrows: Reflections on the interrelation between soil formation and pollen infiltration. In: Palaeohistoria 57/58: 55-62.
- Lanen, R.W. van, B.J. Groenewoudt, Th. Spek & E. Jansma (2016) Route persistence. Modelling and quantifying historical route-network stability during the last two millennia: a case study from the Netherlands. In: Archaeological and Anthropological Sciences, Vol. 9. DOI 10.1007/s12520-016-0431-z
- Borsen, O., G.J van Herwaarden & Th. Spek (2016) Een nieuwe website over kleine landschapselementen in Nederland: Leestekens van het Landschap. In: Vakblad voor Natuur, Bos en Landschap 129: 36-39.
- Spek, Th. (2016) Betrokken land: reflecties over de toekomst van het landschap in het aardbevingsgebied van Groningen. In: Smit, F. (red.) Dromen over Groningen in 2050. Afscheidsbundel Max van den Berg. Uitgave Rijksuniversiteit Groningen. 2 pp.

2015
- Lanen, R. van, M. Kosian, B. Groenewoudt, Th. Spek & E. Jansma (2015) Best travel options: modelling Roman and early-medieval routes in the Netherlands using a multi-proxy approach. In: Journal of Archaeological Science, Volume 41, 3: 144-159.
- European Commission (2015) Getting cultural heritage to work for Europe. Report of the Horizon 2020 Expert Group on Cultural Heritage. Brussels (negen auteurs, waaronder Theo Spek).
- Damayanti, V.D. & Th. Spek (2015) The cultural biography of landscape as an interdisciplinary tool for landscape planning at Banjarmasin City, South Kalimantan Province, Indonesia. In: Proceedings 52nd World Conference International Federation of Landscape Architects, St. Petersburg, Russia 2015, p. 437-444. https://www.scribd.com/doc/270375967/52nd-IFLA-Word-Congress-2015-Proceedings.
- Spek, Th, H. Elerie, J.P. Bakker & I. Noordhoff (red.) (2015) Landschapsbiografie van de Drentsche Aa. Uitgeverij Van Gorcum. Assen. 512 pp.
- Spek, Th (2015) Zwervende erven komen tot rust. Esdorpen en boerderijen. In: Spek, Th, H. Elerie, J.P. Bakker & I. Noordhoff (2015) Landschapsbiografie van de Drentsche Aa. Uitgeverij Van Gorcum. Assen. p. 182-212.
- Spek, Th (2015) Cultuurhistorische schatkamers. De essen. In: Spek, Th, H. Elerie, J.P. Bakker & I. Noordhoff (2015) Landschapsbiografie van de Drentsche Aa. Uitgeverij Van Gorcum. Assen. p. 216-242.
- Kuiper, E.  & Th. Spek (2015) Een paradijs in de Kop van Drenthe: de middeleeuwse uithof Terheijl bij Roden. In: Westerheem 64, 5: 309-320.
- Elerie, H. & Th. Spek (2015) Scenes uit een huwelijk. Vijftig jaar natuurbeheer en erfgoedzorg in het Drentsche Aa-gebied. In: De Levende Natuur 116, nr 3, 131-136.

2014
- Spek, Th (2014) Domeinhoven en domeingoederen van de Bisschop van Utrecht en de Utrechtse kapittels in middeleeuws Drenthe. In: Bult, E. & T. de Ridder (red.) Graven in Holland. Westerheem Special 3, p. 247-259.
- Spek, Th., R.J. Bijlsma, J. Bokdam, D. van Dam & N. Visser (2014) Historisch-ecologische samenhang tussen cultuurhistorie en vegetatie in het Nationale Park De Hoge Veluwe. In: De Levende Natuur 115, nr 6: 240-245.
- Neefjes, J. & Th. Spek (2014) Van hoog naar laag: dynamiek van het nederzettingspatroon op de Noordwest-Veluwe van de Late Prehistorie tot de Volle Middeleeuwen [en de relatie tot de locatie van de Veluwse malebossen]. In: Historisch-Geografisch Tijdschrift 32, nr. 2: 67-88.
- Horst, M. & Th. Spek (2014) De landschapsbiografie. Beschrijving van de methodiek en toepassing in de praktijk. In: W.H.G. Simons en D. van Dorp (red.) (2014). Methoden van praktijkgericht onderzoek bij ruimtelijke planvorming. Velp. p. 103-125.
- Stobbelaar, D.J., J. Janssen, M. van der Heide & Th. Spek (2014) Integrale blik op levende landschappen - Erfgoed verbinden aan ecologie en economie. In: M. Bovens & C.J. Pen (red.) De wijde blik. Het snijvlak van ruimtelijke ordening en erfgoed. Uitgave Rijksdienst voor het Cultureel Erfgoed. Amersfoort. p. 55-60.

2013
- Kuiper, E. & Th. Spek (2013) Het Holtingerveld door de eeuwen heen. Het landschap gevormd door natuur en mens. In: Niekus, M.J.L.Th., F. de Vries & W. van der Wijk (red.) In het spoor van George Hendrik Voerman, Archeologie en landschap van het Holtingerveld. Uitgave Archeologisch Centrum West-Drenthe. Diever. p. 24-59.
- Raven, R.M., Th. Spek, P. Vesters & F. Vogelzang (red.) (2013) Van wildernis tot oase. Landschapsgeschiedenis van landgoed Oostbroek bij De Bilt. Uitgeverij Matrijs. Utrecht. 190 pp.
- Noordhoff, I. & Th. Spek (2013) Grazen in stuivende duinen. Het oerol op Terschelling als inspiratiebron voor toekomstig landschapsbeheer. In: Vitruvius, nr 25: 10-14.
- Horst, M. & Th. Spek (2013) Cultuurhistorische Kenniskaart Provincie Overijssel. Achtergronden en aanbevelingen. Rapport Cultuurland Advies. Wapenveld. 40 pp.

2012
- Bazelmans, J., A. Nieuwhof, Th. Spek & P. Vos (2012) Understanding the cultural historical value of the Wadden Sea region. The co-evolution of environment and society in the Wadden Sea area in the Holocene up until early modern times (11,700 BC - 1800 AD): an outline. In: Ocean & Coastal Management 68 (2012): 114-126.
- Horst, M. & Th. Spek (2012) Cultuurhistorische Waardenkaart Overijssel. Vooronderzoek, ontwerp en plan van aanpak. Rapport 002 Kenniscentrum Landschap RUG. Groningen. 151 pp.
- Spek, Th (2012) Europese cultuurlandschappen: naar een nieuwe agenda voor onderzoek, beleid en onderwijs. In: Historisch-Geografisch Tijdschrift 30, nr 3:163-170.

2011
- Palang, H., Th. Spek & M. Stenseke (2011) Digging in the past: new conceptual models in landscape history and their relevance in peri-urban landscapes. Landscape and Urban Planning, Vol. 100, Issue 4: 344-346.
- J.A.J. Vervloet, L.J. Keunen, R. van Beek, B.J. Groenewoudt, Th. spek & Chr. de Bont (red.) (2011) Over het IJsselland. Cultuurhistorie en transdisciplinariteit in Salland en de Achterhoek. Verleden, heden en toekomst van de externe integratie in het NWO-project Biografie Oost-Nederland (2004-2008). Uitgave Rijksdienst voor het Cultureel Erfgoed. Amersfoort. 49 pp.
- Spek, Th. (2011) Raalte: Sint Cornelius op de tie. Een vroegmiddeleeuwse kerkstichting in het hart van Salland. In: Coster, W. (red.) Overijssel. Plaatsen van herinnering. Uitgeverij Bert Bakker & Historisch Centrum Overijssel.
- Horst, M. & Th. Spek (2011) Landschapsbiografie van het Leenderbos en de Grote Heide. In: Strootman Landschapsarchitecten bv (red.) Leenderbos. Inrichtingsplan. Uitgave Staatsbosbeheer, Regio Zuid. Tilburg. pag. 10-47.
- Horst, M. & Th. Spek (2011) Het Leenderbos en de Groote Heide. Ontginningsbossen in een eeuwenoud cultuurlandschap. In: In Brabant. Tijdschrift voor Brabants Heem en Erfgoed 2011, nr 6: 34-53.

2010
- Elerie, H. & Th. Spek (2010) The cultural biography of landscape as a tool for action research in the Drentsche Aa National Landscape (Northern Netherlands). In: Bloemers, J.H.F., H. Kars, A. van der Valk & M. Wijnen (eds) The Cultural Landscape Heritage Paradox. Protection and development of the Dutch archaeological-historical landscape and its European dimension. Amsterdam University Press. Amsterdam. pp. 83-113.
- Spek, Th., H. van der Velde, H. Hannink & B. Terlouw (2010) Mens en land in het hart van Salland. Landschaps- en bewoningsgeschiedenis van het kerspel Raalte. Uitgeverij Matrijs. Utrecht. 414 pag.
- Brouwers, R., H. Cock, Th. Spek, D. Sijmons, C. Steenbergen, G. Uhrhahn, S. Visser, N. de Vreeze & P.P. Witsen (2010) Bevlogen landschap. Peter van Bolhuis luchtfotograaf / Soaring landscape. Peter van Bolhuis aerial photographer. Samenstelling en redactie: H. Harsema, J. Haverkort & H. Veenenbos. Uitgeverij Blauwdruk. Wageningen. 320 pagina’s.
- Kylstra, A., J. Sevink & Th. Spek (2010) Cultuurhistorische Visie Het Nationale Park De Hoge Veluwe. Aanbevelingen voor beleid. Uitgave Het Nationale Park De Hoge Veluwe. Otterlo. 61 pp.
- Spek, Th., M. Snoek, W. van der Sanden, F. van der Heijden, J. Stöver, L. Theunissen, K. Greving (2010) Waardering van Celtic field-terreinen in Drenthe. Een verkennend methodologisch onderzoek. Rapporten Archeologische Monumentenzorg 141. Amersfoort.
- Müller, A., Th. Spek, J. van Doesburg & E. Rensink (2010) Grolloo-Zuidesch (Gemeente Aa en Hunze, Provincie Drenthe). Archeologische veldkartering en archeologisch booronderzoek. Rapportage Archeologische Monumentenzorg 182. Uitgave Rijksdienst voor het Cultureel Erfgoed. Amersfoort. 56 pp.
- Baas, H., P. Braaksma, L. Keunen, P.-J. Lachaert, D. van Marrewijk, H. Renes, Th. Spek & T. Weijschede  (2010) Historisch cultuurlandschap in Nederland. Vijf bijdragen. 96 pp. Utrecht.
- Braaksma, P., H. Renes, Th. Spek & T. Weijschede (2010) Het historische cultuurlandschap in Nederland. Stand van zaken in het onderzoek, onderwijs en beleid 2010. In: Baas, H., P. Braaksma, L. Keunen et al. (red.) Historisch cultuurlandschap in Nederland. Vijf bijdragen. Utrecht.  p 8-28.
- Spek, Th (2010) Obe Postma (1868-1963): pionier van de landbouw- en landschapsgeschiedenis in Nederland. In: Wjerklank. Tydskrift fan it Obe Postma Selskip, Jaargang 4, nr 8: 18-22.
- Zomer, J., H. Elerie & Th. Spek (2010) Landschapsbiografie van het Ballooërveld. In: Strootman Landschapsarchitecten bv (red.) Ballooërveld. Inrichtings- en beheerplan. Uitgave Staatsbosbeheer, Regio Noord. Groningen.p. 14-37.
- Beek, R. van, B. Groenewoudt & Th. Spek (2010) Een Odyssee langs de Overijsselse Vecht. Een geïntegreerde analyse van twaalf kleinschalige opgravingen uit de Romeinse tijd. In Archeobrief 2010-1. 8 pag.
- Verbauwen, E. & Th. Spek (2010) Canon van de Nederlandse bodemkunde. Venster: ROB, 1947. Uitgave Nederlandse Bodemkundige Vereniging.

2009
- Elerie, H. & Th. Spek (2009) Van Jeruzalem tot Ezelakker. Veldnamen als levend erfgoed in het Nationaal Landschap Drentsche Aa. 352 pagina’s. Uitgeverij Matrijs. Utrecht.
- Brinkkemper, O., M. Brongers, W. Bijkerk, S.W. Jager, Th. Spek, Y. IJzerman & J. van der Vaart (2009) De Mieden. Een landschap in de Noord-Friese Wouden. ca 200 pag. Uitgeverij Matrijs. Utrecht.
- Spek, Th. (2009) Fysische geografie van de Hezer Eng bij Den Dolder. In: Doesburg, J. van,  & E. Drenth – Graven naar de context van een bronzen Vollgriffdolch en het middeleeuwse dorp Hees. Waardestellend archeologisch onderzoek in 2004 en 2005 te Den Dolder-Fornheze (provincie Utrecht). Rapport Archeologische Monumentenzorg 170. Rijksdienst voor Archeologie, Cultuurlandschap en Monumenten. Amersfoort. p. 17 en 53-60.
- Doesburg, J. van, J.W. de Kort, Th. Spek & B. Terlouw (2009) Verkennend booronderzoek naar een omgracht complex uit de Middeleeuwen te Ramele, gemeente Raalte (provincie Overijssel). Rapport Archeologische Monumentenzorg 172. Rijksdienst voor Archeologie, Cultuurlandschap en Monumenten. Amersfoort. 55 pp.
- Theunissen, E.M. & Th. Spek (2009) Haps-Laarakker: een bijzonder rijk bodemarchief. Archeologische waardering van een wettelijk beschermd archeologisch monument (gemeente Cuijk). Rapportage Archeologische Monumentenzorg. Rijksdienst voor Archeologie, Cultuurlandschap en Monumenten. Amersfoort.

2008
- Elerie, H. & Th. Spek (2008) Integratie van natuurbeheer en erfgoedzorg in De Strubben-Kniphorstbosch. Bouwstenen voor een historisch-ecologische benadering. In: Strootman Landschapsarchitecten & NovioConsult / Van Spaendonck (2008) Strubben-Kniphorstbosch. Inrichtings- en beheerplan. 132 pag. Amsterdam/Nijmegen. p. 4-7.
- Vangheluwe, D. & Th. Spek (2008) De laatmiddeleeuwse transitie van landschap en landbouw in de Noordbrabantse Kempen. Geïllustreerd aan de hand van een detailstudie van de Enderakkers bij Bergeijk. In: Historisch Geografisch Tijdschrift 26 (2008), 1: 1-23.
- Spek, Th. (2008) Utrechtse Heuvelrug en Gelderse Vallei: het stuwwal- en dekzandlandschap rond Rhenen. In: Maas, T. et al. (red.) Geschiedenis van Rhenen. Uitgeverij Matrijs. Utrecht. p. 14-25.
- Spek, Th. (2008) Veranderingen in de Rijnloop: dynamiek van het rivierenlandschap rond Rhenen. In: Maas, T. et al. (red.) Geschiedenis van Rhenen. Uitgeverij Matrijs. Utrecht. p. 46-57.
- Spek, Th. (2008) Het voormalige hoogveendek van Zuidoost-Friesland en het ontstaan van het Friese Woudenlandschap. In: Huisman, K., K. Bekkema, J. Bos, H. de Jong, E. Kramer & R. Salverda (red.) Diggelgoud. 25 jaar Argeologysk Wurkferbân: archeologisch onderzoek in Fryslân. Uitgave Fryske Akademie. Leeuwarden. p. 231-241.
- Blerck, H. van, M. Pothoff, H. Harsema, D. Sijmons, G. Andela & Th. Spek (2008) Canon van het Nederlandse landschap. Uitgeverij Blauwdruk. Wageningen. 147 pp.
- Abrahamse, J.E., O. Brinkkemper  & Th. Spek (2008) De culturele biografie: verbinding tussen verleden en toekomst. In: Rooilijn – Tijdschrift voor Wetenschap en Beleid in de Ruimtelijke Ordening, Jrg. 2008, nr. 3: 272-279.
- Spek, Th. & E. Meijles (2008) Methodiek voor de opstelling van een integrale landschapsbiografie. Brochure ten behoeve van de praktijk. Uitgave Hogeschool Van Hall-Larenstein. Leeuwarden.
- Neefjes, J., Th. Spek & E. van Hagen (2008) Verkenning Cultuurhistorie Laarsenberg (Rhenen). Rapport Bureau Overland. Wageningen. 35 pag.
- Spek, Th. (2008) Van Amuthon tot Oterdum. De beeldrijke taal van het Groninger landschap. In: Rosenberg, J.-P. (red.) Literair Groningen. Uitgave Stichting Achterland. Zeist.

2007
- Spek, Th. (2007) Kulturlandschaftsentwicklung in den Eschdörferlandschaften der nordöstlichen Niederlanden (Provinz Drenthe). In: Schenk, W. & R. Bergmann (2007) Historische Kulturlandschaftsforschung im Spannungsfeld von älteren Ansätzen und aktuellen Fragestellungen und Methoden. Institutioneller Hintergrund, methodische Ausgangsüberlegungen und inhaltlichen Zielsetzungen. Siedlungsforschung 24: 219-250. ARKUM Verlag. Bonn.
- Spek, Th. & L. van Exter (2007) Grondbezit en cultuurlandschap in het middeleeuwse kerspel Raalte. Een historisch-geografisch onderzoek ten behoeve van de archeologie. In: Velde, H.M. van der (red.) Germanen, Franken en Saksen in Salland. Archeologisch en landschappelijk onderzoek naar de geschiedenis van het landschap en archeologische nederzettingsresten uit de Romeinse Tijd en Vroege Middeleeuwen in Centraal-Salland. ADC Monografie 1: 400-528. Amersfoort.
- Ouden, J. den & Th. Spek (red.) (2007) Ontstaanswijze van eikenclusters in het natuurterrein De Wilde Kamp bij Garderen: Landschapsgeschiedenis, bodemontwikkeling en vegetatiegeschiedenis. Rapportage Archeologische Monumentenzorg 131B. 161 pag. RACM, Amersfoort.
- Hommel, P. , R. de Waal, B. Muys, J. den Ouden & Th. Spek (2007) Terug naar het lindenwoud. Over de voordelen van boom- en struiksoorten met een goede strooiselkwaliteit. 72 pag. KNNV Uitgeverij. Zeist.
- Spek, Th. & B.J. Groenewoudt (2007) Essen en plaggenbodems in Drenthe. In: Doesburg, J. van; M. de Boer, J. Deeben, B.J. Groenewoudt, T. de Groot (red.) Essen in zicht, essen en plaggendekken in Nederland: onderzoek en beleid. Nederlandse Archeologische Rapporten 34: 79-104. RACM. Amersfoort.
- Spek, Th. (2007) Over een Gouden Hoorn met een Nat Hart: dynamiek en diversiteit van landschap en literatuur in Noord-Holland. In: Rosenberg, J.-P. (red.) Noord-Holland: Woordkunst in Waterlicht. p. 9-19. Uitgave Stichting Achterland. Zeist. p. 9-19.

2006
- Plieninger, T., F. Höchtl & Th. Spek (eds) (2006) European rural landscapes: land-use, biodiversity and conservation. Environmental Science and Policy Vol  9, Nr 4 (special issue).
- Plieninger, T., F. Höchtl & Th. Spek (2006) Traditional land-use and nature conservation in European rural landscapes. Environmental Science and Policy  Vol 9, Nr 4: 1-17.
- Terkenli, T. & Th. Spek  (2006) One region, many stories: reflections on the 21st session of PECSRL in Greece. In: Roca, Z., Th. Spek, T. Terkenli, T. Plieninger & F. Höchtl (eds) Europan landscapes and lifestyles: The Mediterranean and beyond. Proceedings of the 21st session of the Permanent European Conference for the Study of the Rural Landscape (PECSRL), Myrina and Molyvos, Greece, 25 August–1 September 2004. ca 350 pp. CEGD/Edições Universitárias Lusófonas, 2006. Lisbon.
- Roca, Z., Th. Spek, T. Terkenli, T. Plieninger & F. Höchtl (eds) (2006) Europan landscapes and lifestyles: The Mediterranean and beyond. Proceedings of the 21st session of the Permanent European Conference for the Study of the Rural Landscape (PECSRL), Myrina and Molyvos, Greece, 25 August – 1 September 2004. ca 350 pp. CEGD/Edições Universitárias Lusófonas, 2006. Lisbon.
- Skowronek, E., W. Woloszyn, K.M. Born & Th. Spek (eds) (2006) Cultural landscapes of the Lublin Upland and Roztocze area (Southeast Poland). University of Lublin, Lublin. 160 pp.
- Spek, Th. (2006) Intra-regional diversification of society, economy and cultural landscape in Late Medieval Drenthe (Northeast Netherlands). In: Proceedings XIVth International Economic History Conference, Helsinki, Finland, 21-25 August 2006, Session 108: Economic History and Landscape History: Cultural Landscapes, Subsistence and the Market in Pre-industrial Europe. Helsinki.
- Spek, Th., O. Brinkkemper & B.P. Speleers (2006) Archaeological heritage management and nature conservation. Recent developments and future prospects, illustrated by three Dutch case studies. In: Berichten Rijksdienst voor het Oudheidkundig Bodemonderzoek 46, 331-354. Amersfoort.
- Brinkkemper, O., W. Bijkerk, M. Brongers, S.W. Jager, Th. Spek & J. van der Vaart (2006) Biografie van de Mieden. Landschapsgeschiedenis van de miedengebieden bij Buitenpost, Surhuizum en Zwaagwesteinde (Noordoost-Friesland). Rapport ROB-Fryske Akademy, Bureau Altenburg & Wymenga. Amersfoort/Leeuwarden/Veenwouden. 140 pp.
- Dinther, M. van, F.J.G. van der Heijden, Th. Spek & H.M. van der Velde (2006) Toepassingsmogelijkheden van het AHN in de archeologie: de Utrechtse heuvelrug bij Rhenen. In: Waldus, W.B. & H.M. van der Velde (red.) Archeologie in vogelvlucht. Geoarchaeological and Bioarchaeological Studies, Volume 6: 25-40. Uitgave Faculteit Aardwetenschappen, Vrije Universiteit. Amsterdam.
- Rensink, E., E.M. Theunissen, T. Spek & N. Vossen (2006) Vage grondsporen scherp bekeken. Opgraving industrieterrein Helden-Panningen (gemeente Helden) en het onderzoek van neolithische grondsporen op de Limburgse zandgronden. Rapportage Archeologische Monumentenzorg 129. Amersfoort. 89 pp.
- Elerie, H. & Th. Spek (2006) Landschapstaal: een tweede leven voor veldnamen in het Nationaal Landschap Drentse Aa. Noorderbreedte 2006, nr 4.
- Spek, Th. (2006) De metamorfose van het Drentse landschap 1905-2005. Inleiding tot: Topografische Atlas Drenthe 1900. Uitgeverij Nieuwland.Tilburg.

2005
- Dercon, G., D.A. Davidson, K. Dalsgaard, I.A. Simpson, T. Spek & J. Thomas (2005) Formation of sandy anthropogenic soils in NW Europe: Identification of inputs based on particle size distribution. In: Catena 59: 341-356.
- Spek, Th., J. Buiteveld, P. Copini, R. Exaltus, B. Groenewoudt, W. Groenman-van Waateringe, A.G. Jong, F. van Kregten, N.C.M. Maes, A. Mars, J. den Ouden, C.J.A. Rövekamp, U.G.W. Sass-Klaassen & B.P. Speleers  (2005)  Ouderdom en ontstaanswijze van cirkelvormige eikenstrubben in het natuuterrein ‘De Wilde Kamp’ bij Garderen (Noordwest-Veluwe). Verslag van een interdisciplinair onderzoek. Rapportage Archeologische Monumentenzorg 131. Amersfoort. 111 pp.
- Elerie, H. & Th. Spek (2005) Biografie van het Nationaal Landschap Drentse Aa. Startdocument gebiedsgerichte studie binnen het NWO-programma Bodemarchief in Behoud en Ontwikkeling. Assen/Amersfoort. 31 pp.
- Spek, Th. (2005) Het Drentse landschap in de Steentijd. In: Het Drentse Landschap 2005, nr 3: 4-9.

2004
- Spek, Th. (2004) Het Drentse esdorpenlandschap. Een historisch-geografische studie. Dissertatie Wageningen Universiteit. Twee delen. 1100 pag. Uitgeverij Matrijs. Utrecht.
- Dercon, G., D.A. Davidson, I.A. Simpson, K. Dalsgaard & Th. Spek (2004) The nature and formation of Anthrosols in NW Europe: a comparison between three countries. In: Bosschian, G. de (ed) Proceedings of the Second International Conference on Soils and Archaeology, Pisa, May, 12-15, 2003.
- Molema, J., M. Dosker, J.N.H. Elerie, Th. Spek, H.W. Veenstra & H.T. Waterbolk (2004) Cultuurhistorische inventarisatie ten behoeve van de Landschapsvisie Drentsche Aa. Onderzoek in het kader van het Nationaal Beek- en Esdorpenlandschap Drentsche Aa Rapport 969 RAAP Archeologisch Adviesbureau. Amsterdam. 108 pp.

2003
- Spek, Th.; W. Groenman-van Waateringe; M.J. Kooistra & L.W. Bakker (2003) Formation and landuse-history of Celtic fields in North-West Europe. An interdisciplinary case study at Zeijen, The Netherlands. In: European Journal of Archaeology, Volume 6, Number 2: 141-169.
- Unwin, T. & Th. Spek (eds) (2003) European Landscapes: from Mountain to Sea. Proceedings of the 19th session of the Permanent European Conference for the Study of the Rural Landscape, 10-17 September 2000,  London/Aberystwyth. Huma Publishers. Tallinn. 238 pp.
- Vervloet, J.A.J. & Th. Spek (2003) Towards a Pan-European Landscape Map. A mid term review. In: Unwin, T. & Th. Spek (eds) European Landscapes: from Mountain to Sea. Proceedings of the 19th session of the Permanent European Conference for the Study of the Rural Landscape, 10-17 September 2000,  London/Aberystwyth. Huma Publishers. Tallinn. p. 8-19.
- Makaske, B., D.G. van Smeerdijk, H. Peeters, J.R. Mulder & Th. Spek (2003) Relative water-level rise in the Flevo lagoon (The Netherlands), 5300-2000 cal. yr BC: an evaluation of new and existing basal peat time-depth data. Netherlands Journal of Geosciences / Geologie en Mijnbouw 82 (2): 115-131.
- Elerie, H. & Th. spek (2003) Het (pre)historische landschap. In: Elerie, H. & W. Foorthuis (red.) Dorp 2000anno. De Hunze maakt geschiedenis. Publicatie in het kader van het Belvedereproject Dorp 2000 Anno. Uitgeverij De Ploeg, Groningen. pp. 12-51.
- Hommel, P.W.F.M., R.W. de Waal & Th. Spek (2003) Oude lindenbossen op Jutland: referentiebeelden voor bosontwikkeling in Nederland? In: Nederlands Bosbouw Tijdschrift 2003, nr 2, 13-21.
- Hommel, P.W.F.M., R.W. de Waal & Th. Spek (2003) De winterlinde terug in het Nederlandse bos? ‘Rijk’ strooisel geeft meer gevarieerde ondergroei. In: Dijs, F. (red.) Vraag het de bomen. Creativiteit in het bosbeheer. Uitgeverij Matrijs. Utrecht. pp. 72-75.
- Beek, R. van, C.C. Bakels & Th. Spek (2003) Aanvullend Archeologisch Onderzoek Veldhoven-Sondervickcampus – Zwervende erven uit de IJzertijd. Archol Rapport 17. Leiden. 51 pp.
- Spek, Th. (2003) Van eigen bodem. De schatkamer van de Westeres van Valthe. In: Noorderbreedte Jrg. 2003, Nr 5: 50-51.

2002
- Spek, Th (2002) Historische referentie: het Atlantische lindenwoud. In: Hommel, P.W.F.M., Th. Spek & R.W. de Waal. Boomsoort, strooiselkwaliteit en ondergroei in loofbossen op verzuringsgevoelige bodem. Een verkennend literatuur- en veldonderzoek. Rapport Alterra 509. Wageningen. pp 35-46.
- Peeters, H., Makaske, B., Mulder, J., Otte-Klomp, A., Van Smeerdijk, D., Smit, S. & Spek, Th. (2002). Elements for archaeological heritage management: assessing the archaeological potential of drowned Mesolithic and Early Neolithic landscapes in southern Flevoland and the possibilities of geochemical analysis for the detection of deep-buried sites. Berichten Rijksdienst voor het Oudheidkundig Bodemonderzoek 45: 81-124. Amersfoort.
- Makaske, B., D.G. van Smeerdijk, J.R. Mulder & Th. Spek (2002) De stijging van de waterspiegel nabij Almere in de periode 5300-2300 v. Chr. Alterra Rapport 478. ISSN 1566-7197. Wageningen.
- Velde, H.M. van der, M.C. Kenemans, E. Taayke, H. van Haaster & Th. Spek (2002) Archeologisch onderzoek langs de snelweg. Opgravingen in het kader van de aanleg van Rijksweg 37: Het Hoolingerveld bij Knooppunt Holsloot. Rapport 156 ADC. Bunschoten
- Velde, H.M. van der, M.C. Kenemans, Th. Spek, E. Taayke, K. Hänninen & M. van Nie (2002) Aanvullend Archeologisch Onderzoek op een toekomstige industrielokatie op de Boeteler Enk: De Zegge VI. Rapport 137 ADC Bunschoten.

2001
- Hidding, M., J. Kolen & Th. spek (2001) De biografie van het landschap. Ontwerp voor een interdisciplinaire benadering van de landschapsgeschiedenis. Essay NWO-Stimuleringsprogramma ‘Bodemarchief in Behoud en Ontwikkeling’. Uitgave NWO. Den Haag.
- Spek, Th. (2001) Ziele und Aufgabe der ‘Permanent European Conference for the Study of the Rural Landscape’, ein internationales Netzwerk europäischer Kulturlandschaftsforcher. In: Wiegand, C. & K.-D. Kleefeld (Red.) Kulturlandschaften in Europa. Internationale und regionale Konzepte zu Bestandserfassung und Management. Dokumentation einer Tagung am 29. und 30. März 2001 beim Kommunalverband Großraum Hannover. Beiträge zur regionalen Entwicklung, Heft 92: 225-230.
- Hommel, P.W.F.M., Th. Spek, R.W. de Waal, P.C. de Hullu & J. den Ouden (2001) Terug naar het lindenwoud? Alternatieve boomsoortkeuze verhoogt ecologisch en recreatieve waarde van bossen op verzuringsgevoelige gronden. In: Nederlands Bosbouw Tijdschrift 73, 6: 12-23.
- Spek, Th. & D.G. van Smeerdijk (2001) Verdwenen venen in Schoterland. Een veldbodemkundig en paleoecologisch onderzoek van spitsporen, veengreppels en hoogveenresten bij Oranjewoud en Katlijk (Zuidoost-Friesland). Rapport 238 Alterra. Wageningen. 66 pp.
- Dijkstra, J. Th. spek, C. Nooijen & H. van Haaster (2001) Aanvullend Archeologisch Onderzoek en Definitieve Opgraving op het terrein van de Van Haaften Kazerne aan de Zwolseweg in Apeldoorn. ADC Rapport 99. Bunschoten.
- Velde, H.M. van der, Th. spek, O.H. Boersma, M. Pleijter & N. Prangsma (2001) N37-A37 Knooppunt Holsloot (provincie Drenthe). Verkennend archeologisch onderzoek en landschapsanalyse. Rapport V18 Vestigia BV. Bunschoten.
- Haring, R.M.K., G.J. Maas, J. Molema & Th. Spek (2001) Archeologische verwachtingen in Westerwolde. Een archeologische, bodemkundige en landschappelijke verkenning binnen de Ecologische Hoofdstructuur. Alterra Rapport 255. Wageningen. 106 blz.

2000
- Poel, K.R. de, N.P. van der Windt, J. Kruit, J.N.H. Elerie & Th. spek (2000) Essen in perspectief. Een interactieve planningsbenadering in Spier, Wijster en Drijber. Uitgave Alterra & Keuning Instituut. Wageningen/Groningen. 152 pp.
- Spek, Th. (2000) Landschap en culturele identiteit: dynamiek van Brabant. In: Brabant dichterlijk belicht; bloemlezing (poëziebundel). Uitgave Stichting Achterland, Zeist. pp 7-23.

1999
- Spek, Th. (1999) De landschappen rond Hattem. Ontstaan en opbouw van het reliëf, de bodemgesteldheid en de waterhuishouding. In: G. Kouwenhoven, J. Kummer & F. Peereboom (red.) In eenen aangenamen oord…Een bundel opstellen bij 700 jaar Hattems stadsrecht. Publicaties IJsselacademie 116: 9-60. Kampen.
- Spek, Th., E.B.A. Bisdom & D.G. van Smeerdijk (1999) Verdronken dekzandgronden in Zuidelijk Flevoland (archeologische opgraving ‘A27-Hoge Vaart’). Een aanvullend bodemkundig en paleo-ecologisch onderzoek naar de landschapsvormende processen tijdens de laatste fase van de bewoning (Vroeg-Neolithicum). Rapport 472.2 DLO-Staring Centrum. Wageningen. 154 pag.
- Spek, Th. (1999) Bodemgesteldheid van de Steenakker bij Breda. Verslag van een kortlopend veldbodemkundig onderzoek ten behoeve van de archeologie. Rapport DLO-Staring Centrum. Wageningen. 36 pp.
- Kooistra, M.J., J.R. Mulder & Th. Spek (1999) Wat de bodem onthulde. Bodemkundig en micromorfologisch onderzoek van een Mesolithische vindplaats op het rivierduin van Zutphen-Ooyerhoek. Rapport DLO-Staring Centrum. Wageningen. 22 pp.
- Groenewoudt, B.J., Th. Spek & S. Cuijpers (1999) Crematie in de rimboe. Een landschappelijk afwijkend IJzertijd-graf in Zuidwest-Salland. In: Westerheem 48, 3: 99–106.
- Spek, Th. (1999) The making of regional identity and its implications for historical geography – illustrated by a case study of a tradional landscape in the Netherlands. In: Setten, G., T. Semb & R. Torvik (eds) Shaping the land.  Proceedings of the Permanent European Conference for the Study of the Rural Landscape, 18th session in Røros and Trondheim, Norway, September 7th-11th 1998. Papers from The Department of Geography, University of Trondheim, New Series A, Volume II: 460-475. Trondheim.
- Velde, H.M. van der, H. van Haaster, Th. Spek & E. Taayke (1999) Archeologisch onderzoek langs de snelweg. Opgravingen in het kader van de aanleg van de Rijksweg 37 : de essen van Wachtum en Zwinderen (Drenthe). Rapport Archeologisch Diensten Centrum, nr 11. Bunschoten. 114 pp.
- Vervloet, J.A.J. & Th. Spek (1999) Mapping the European landscape. Possibilities and challenges. In: Ihse, M. & U. Sporrong (eds) Proceedings of the European Workshop on Sustainable landscapes and vegetation changes of the Remote Sensing for Environment Research Programme (RESE), Stockholm, December 10-12 1998.

1998
- Spek, Th. (1998) Interactions between humans and woodland in prehistoric and medieval Drenthe (The Netherlands): an interdisciplinary approach. In: K.J. Kirby & C.Watkins (eds) The Ecological History of European Forests. CAB International. Wallingford/New  York. p. 81-93.
- Spek, Th. (1998) ‘A bird never flies on one wing’. De noodzaak van een interdisciplinaire benadering. In: Archeobrief 6. Uitgave Stichting Nederlandse Archeologie. Amsterdam.
- Groenewoudt, B.J., Th. Spek, H.M. van der Velde, I. van Amen, J.H.C. Deeben & D.G. van Smeerdijk (1998) Raalte-Jonge Raan: de geschiedenis van een Sallandse bouwlandkamp. Rapportage Archeologische Monumentenzorg 58. Uitgave ROB Amersfoort. 173 pp. (hoofdstuk 5 en 8).
- Spek, Th. (1998) ‘Wassende maan over het Sticht’. Het landschap van Utrecht als literaire inspiratiebron. In: Rosenberg, J.P. (red.) Provincie Utrecht - Literair landschap. Bloemlezing. Uitgave Stichting Achterland. Zeist. p. 7-21.
- Spek, Th. (1998) A bird never flies on one wing. A multidisciplinary approach to the study of prehistoric and medieval field systems in the north of the Netherlands. In: Sereno, P. & M.L. Sturani (eds) Rural landscape between State and Local Communities in Europe, Past and Present. Proceedings of the 16th Session of the Standing European Conference for the Study of the Rural Landscape. Torino 12-16 September 1994, pp 267-294. Edizioni dell’Orso. Torino.

1997
- Spek, Th., E.B.A. Bisdom & D.G. van Smeerdijk (1997) Verdronken dekzandgronden in Zuidelijk Flevoland (archeologische opgraving ‘A27-Hoge Vaart’). Een interdisciplinaire studie naar de veranderingen van bodem en landschap in het Mesolithicum en Vroeg-Neolithicum. Rapport 472.1 DLO-Staring Centrum. Wageningen. 188 pag.
- Spek, Th. & W. van de Westeringh (1997) Cultuurhistorische bodemkwaliteit. Toenemende aandacht voor het bodemarchief. In: Bodem. Kwartaalblad over bodemonderzoek, bodembescherming en bodemsanering jrg.7, nr 3: 102-104.
- Wascher, D.,  J. Renes & Th. Spek (1997) European Landscapes. Action Plan for the Pan-European Biological and Landscape Diversity Strategy, Action Theme 4. Developed by ECNC and SC-DLO. Tilburg/Wageningen. 19 pp.
- Spek, Th. (1997) ‘Wie in het paradijs woont, wenst het niet te verlaten’. Het landschap van de IJssel in historisch perspectief. In: Rosenberg, J.-P. (red.) De IJsselstreek. Literair stromenland. Uitgave Stichting Achterland. Utrecht. p. 5-12.
- Spek, Th. (1997) Variaties in Es. Essenonderzoek / Essen met toekomst. Brochure Stafgroep Communicatie Provincie Drenthe. Assen.

1996
- Spek, Th. (1996) Die bodenkundliche und landschaftliche Lage von Siedlungen, Äckern und Gräberfeldern in Drenthe (nördliche Niederlande). Eine Studie zur Standortwahl in vorgeschichtlicher, frühgeschichtlicher und mittelalterlicher Zeit (3400 v. Chr. - 1500 n. Chr.). In: Siedlungsforschung 14: 95-193.
- Spek, Th. (1996) Archeologie en cultuurhistorie Drentse essen. Aanvullende inventarisatie: essen en bouwlandkampen langs de Reest. Uitgave DLO-Staring Centrum Wageningen. 9 pag, 3 bijlagen.
- Spek, Th. (1996) Karakteristieke landschapselementen in het historische cultuurlandschap van westelijk Salland. Een onderzoek voor het cultuurhistorisch bezoekerscentrum Heino. Rapport DLO-Staring Centrum Wageningen. 29 pag., 3 bijlagen.
- Visscher, H.C.J., E. Graafstal, S. Wentink, C. de Bont, G.H.P Dirkx & th. Spek.(1996) Engen in de bodem-beschermingsgebieden in de provincie Utrecht. Inventarisatie, bedreiging en bescherming van oude landbouwgronden en hun archeologische waarde. RAAP Rapport 117. Amsterdam.  264 pag.
- Spek, Th. (1996) Het natuurlandschap van Salland. Ontstaan en opbouw van reliëf, bodem en vegetatie van westelijk Overijssel. In:  Spek, Th., F.D. Zeiler & E. Raap: Van de Hunnepe tot de zee. De geschiedenis van het waterschap Salland. Uitgave IJsselakademie. Kampen. p. 9-72.
- Vervloet, J.A.J., J. Renes & Th. Spek (1996) Historical geography and integrated landscape research. In: F.H.A. Aalen (ed.) Landscape study and management. Boole Press. Dublin. p. 112-124.

1995
- Spek, Th. & A. Ufkes (1995) Archeologie en cultuurhistorie van essen in de provincie Drenthe. Inventarisatie, waardering en aanbevelingen ten behoeve van het stimuleringsbeleid bodembeschermings-gebieden. Uitgave Provincie Drenthe. Assen. 80 pag.
- Spek, Th. (1995) Vergaderen in de openlucht: de Etstoel. In: Koch, E., E. Mantingh, J. Stöver & K. van Vliet (red.) Over kaken, broodbanken en etstoelen. Sporen van middeleeuws Nederland. Utrecht. p. 13-14.
- Dirkx, G.H.P., J.H. Oude Voshaar & Th. Spek (1995) Datering van essen en plaggenbodems. Een archeologische onderzoeksmethode getest. In: Landschap, jaargang 12, nr 1: 15-29.
- Dirkx, G.H.P., Th. Spek & Chr. de Bont (1995) Bodembescherming Utrechtse Engen. Interim rapportage. Verkennend bodemonderzoek. Uitgave DLO-Staring Centrum Wageningen. 41 pag.
- Smeerdijk, D.G., Th. Spek & M.J. Kooistra (1995) Anthropogenic soil formation and agricultural history of the open fields of Valthe (Drenthe, The Netherlands) in medieval and Early Modern Times. Integration of palaeoecology, historical geography and soil science. In: Herngreen, G.F.W. & L. van der Valk (eds) Neogene and Quaternary geology of North-West Europe. Contributions on the occasion of Waldo H. Zagwijn's retirement. Mededelingen Rijks Geologische Dienst 52: 451- 479.
- Spek, Th. (1995) De cultuurhistorische waarde van de essen in Drenthe. Vijf argumenten voor een gericht beschermingsbeleid. In: Elerie, J.N.H. (red.) De teloorgang van het Drentse esdorp. Uitgave Keuningcongres/RegioPRojekt. Groningen. p. 20-27. Tevens verschenen in: Noorderbreedte 1995, nr 1: 28-36.

1994
- Spek, Th. (1994) Schutz kulturhistorisch wertvoller Esche in Drenthe. In: Kulturlandschaft, Zeitschrift für Angewandte Historische Geographie. Jrg. 4, Heft 1: 8-10.
- Spek, Th. (1994) Drents esdorpenlandschap heeft een verleden met toekomst. In: Jaarverslag DLO-Staring Centrum 1993. Wageningen. p. 47-50.

1993
- Spek, Th. (1993) Historisch-geografische verkenningen van het middeleeuwse landschap van Balloo. In:P.Brood (red) Geschiedenis van Rolde. Uitgeverij Boom, Meppel. p. 47-82.
- Spek, Th. (1993) Milieudynamiek en lokatiekeuze op het Drents Plateau (3400 v.Chr.‑ 1850 na Chr.). In: J.N.H. Elerie (red.) Landschapsgeschiedenis van De Strubben/Kniphorstbos. Archeologische en historisch‑ecologische studies van een natuurgebied op de Hondsrug. Regio- en landschapsstudies nr.1. Van Dijk & Foorthuis RegioPRojekt. Groningen. p. 167-232.
- Wimmers, W.H., W. Groenman-Van Waateringe & Th. Spek (1993) Het culturele erfgoed van een natuurgebied. Honderden eeuwen menselijke activiteit in het natuurlandschap van de Bussumer- en Westerheide. In: Historisch Geografisch Tijdschrift, 11e jrg., nr. 2: 53-74.
- Spek, Th. (1993) De dynamiek van het zandlandschap. Nieuwe ideeën over de ouderdom van de plaggen-landbouw en de ontwikkeling van het natuurlijke landschap in Drenthe. In: Elerie, H. & K. Siderius (eds) Grenzeloos. De identiteit van het landschap in de Eems Dollard Regio. Groningen, 1993. p. 22-28.
- Spek, Th. (1993) Die Dynamik der Geest. In: Elerie, H. & K. Siderius (eds) Grenzenlos. Die Identität der Landschaft in der Ems Dollart Region. Groningen, 1993. pp. 22-28. Tevens verschenen in: Wageningen Studies in Historical Geography 2: 37-43. Report 87 DLO-Winand Staring Centre Wageningen.
- Spek, Th. (1993) Recensie van: Gerding, M.A.W. e.a. (red.) Geschiedenis van Meppel. Meppel, 1991. In: Historisch Geografisch Tijdschrift, 11e jrg., nr.2: 74-76.

1992
- Spek, Th. (1992) The age of plaggen soils. An evaluation of dating methods for plaggen soils in the Netherlands and Northern Germany. In: Verhoeve, A. & J.A.J. Vervloet (eds) The transformation of the European rural landscape: Methodological issues and agrarian change, p. 72-91. Brussels. Tevens verschenen in: Wageningen Studies in Historical Geography 1. Report 66 DLO-Winand Staring Centre. p. 32-54.

1990
- Wopereis, F.A., Th. Spek, D. Schoonderbeek & H. Everts (1990) Influence of soil compaction on rooting patterns and dry matter production of grassland on sandy soils. In: Gáborcik, N., V. Krajcovic & M. Zimková (eds) Soil-Grassland-Animal relationships. Proceedings of the 13th General Meeting of the European Grassland Federation, Volume 1: 184-189. Banská Bystrica.

1988
- Spek, Th. (1988) Bodemkundige variatie op middeleeuwse akkercomplexen in de pleistocene zandgebieden van Nederland. Doctoraalscriptie Vakgroep Bodemkunde en Geologie, Landbouw Universiteit. Wageningen. 205 pag.

1987
- Spek, Th. (1987) De toepassing van cultuurhistorisch landschapsonderzoek op bestemmingsplan-niveau (Baarle-Nassau, Noord-Brabant). Stageverslag. Uitgave Dienst RNV van de Provincie Noord-Brabant.  's-Hertogenbosch. 120 pag.

1986
- Spek, Th. (1986) Cultuurhistorische landschapstypering van West-Brabant. De verwerking van historisch-landschappelijke gegevens ten behoeve van het streekplan. Stageverslag. Intern rapport Stichting voor Bodemkartering. Wageningen. 130 pag.

- Bibliothèque nationale de France: cb161989620 (data)
- Gemeinsame Normdatei: 173771661
- International Standard Name Identifier: 0000 0000 7791 0062
- Library of Congress Control Number: n2008039096
- NARCIS: PRS1303424
- Nederlandse Thesaurus van Auteursnamen: 15259843X
- ORCID: 0000-0002-2697-7579
- Virtual International Authority File: 927149296225180670007